# Höhle

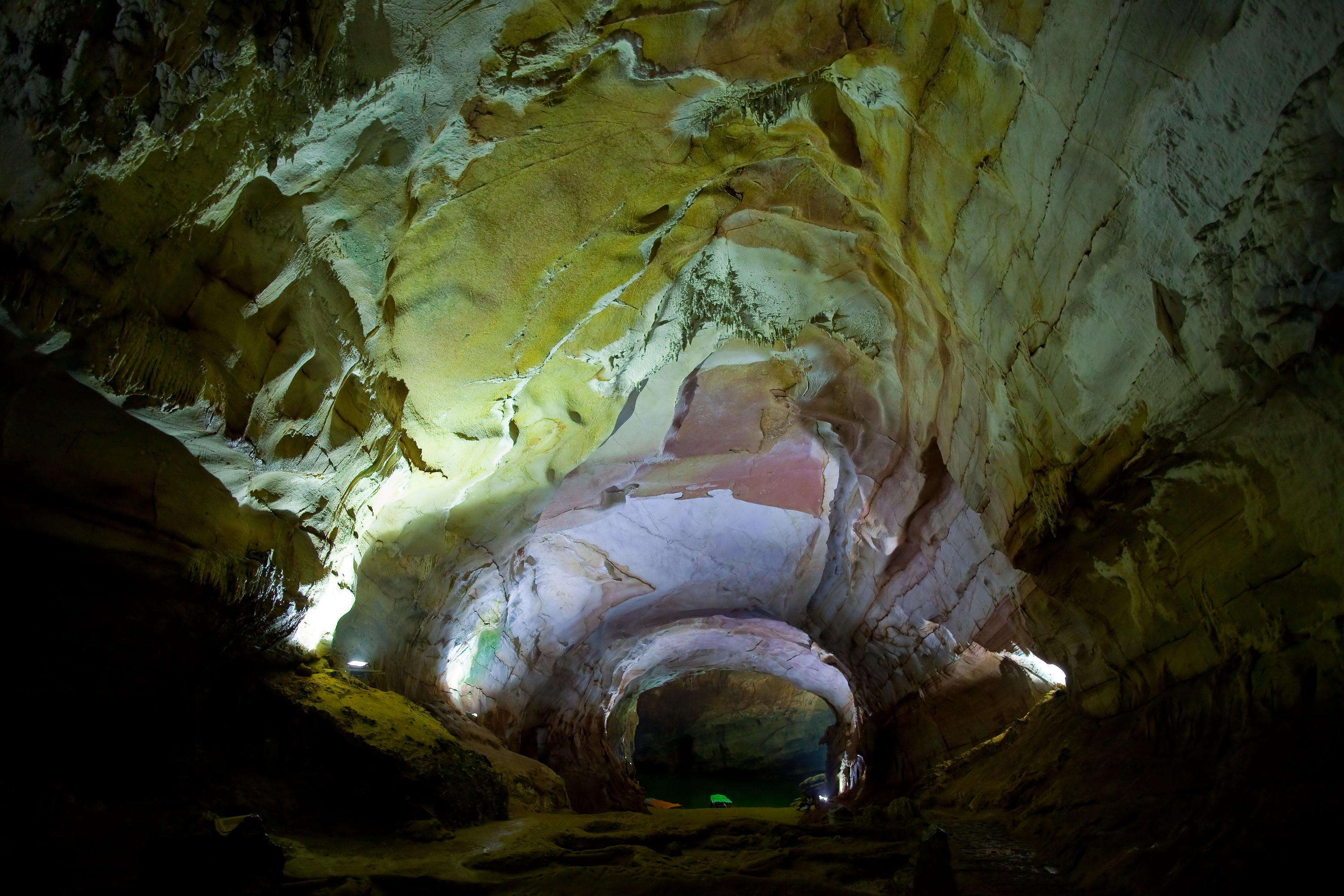
Höhle im Nationalpark Phong Nha-Kẻ Bàng, Vietnam

Eine Höhle ist eine durch natürliche Prozesse gebildete unterirdische Hohlform, die ganz oder teilweise von anstehendem Gestein umschlossen ist. Der Hohlraum ist entweder ganz oder teilweise von gasförmigen, flüssigen Medien (in der Regel Luft oder Wasser) erfüllt, er kann aber nachträglich mit Sedimenten verfüllt worden sein. Höhlen sind in der Erdkruste häufig und befinden sich besonders in den Karstgebieten, wo die Kohlensäureverwitterung der maßgebliche Prozess der Höhlenbildung ist.
Die Erscheinungsformen von Höhlen sind vielfältig und sie können nach Größe, Entstehung und Rauminhalt unterschieden werden. Die Mammoth-Cave in den USA ist mit über 685 km Vermessungsstrecke aktuell die längste bekannte Höhle der Welt. Höhlen sind von großer Bedeutung für die Archäologie und Paläontologie, da aufgrund der geschützten Lage und relativ konstanten Umweltbedingungen gute Konservierungseigenschaften herrschen. Mit der Höhlenmalerei gibt es die ältesten Nachweise menschlichen Kunstschaffens. Die Wissenschaft, die sich mit der Erforschung von Höhlen beschäftigt, wird als Speläologie bezeichnet.

## Definition
Eine exakte eindeutige Definition besteht noch nicht. Nach Hubert Trimmel ist folgende Definition günstig: Eine Höhle ist eine durch natürliche Prozesse gebildete unterirdische Hohlform, die ganz oder teilweise von anstehendem Gestein umschlossen wird. Eine Höhle ist ein Hohlraum innerhalb des Gesteins. Sowohl mit Luft gefüllte Hohlräume als auch wassergefüllte werden gleichermaßen als Höhle bezeichnet, auch solche, die nachträglich teilweise oder ganz mit festen Sedimenten angefüllt wurden. Um Höhlen von Nischen, Überhängen und dergleichen abzugrenzen, muss die horizontale bzw. vertikale Tiefenerstreckung und die maximale Weite der Tagöffnung mindestens im Verhältnis 1:1 stehen. Diese Definition des Begriffs in der Speläologie unterscheidet sich vom umgangssprachlichen Gebrauch. In Österreich und einigen anderen Ländern wird als Untergrenze für die Aufnahme einer Höhle ins Höhlenverzeichnis (bis auf wenige Ausnahmen) eine Ganglänge von 5 m vorausgesetzt.
Demnach sind durch Eingriffe des Menschen entstandene Hohlräume wie z. B. Bergwerke, Erdställe, Felsengräber, Hypogäen, Katakomben, Luftschutzstollen, Souterrains oder artifizielle Wohnhöhlen keine Höhlen. In letzter Zeit wird dafür auch der Begriff Subterranea benutzt (abgeleitet von dem lateinischen Wort für unterirdisch), bisher aber vorwiegend im Englischen.

### Halbhöhle

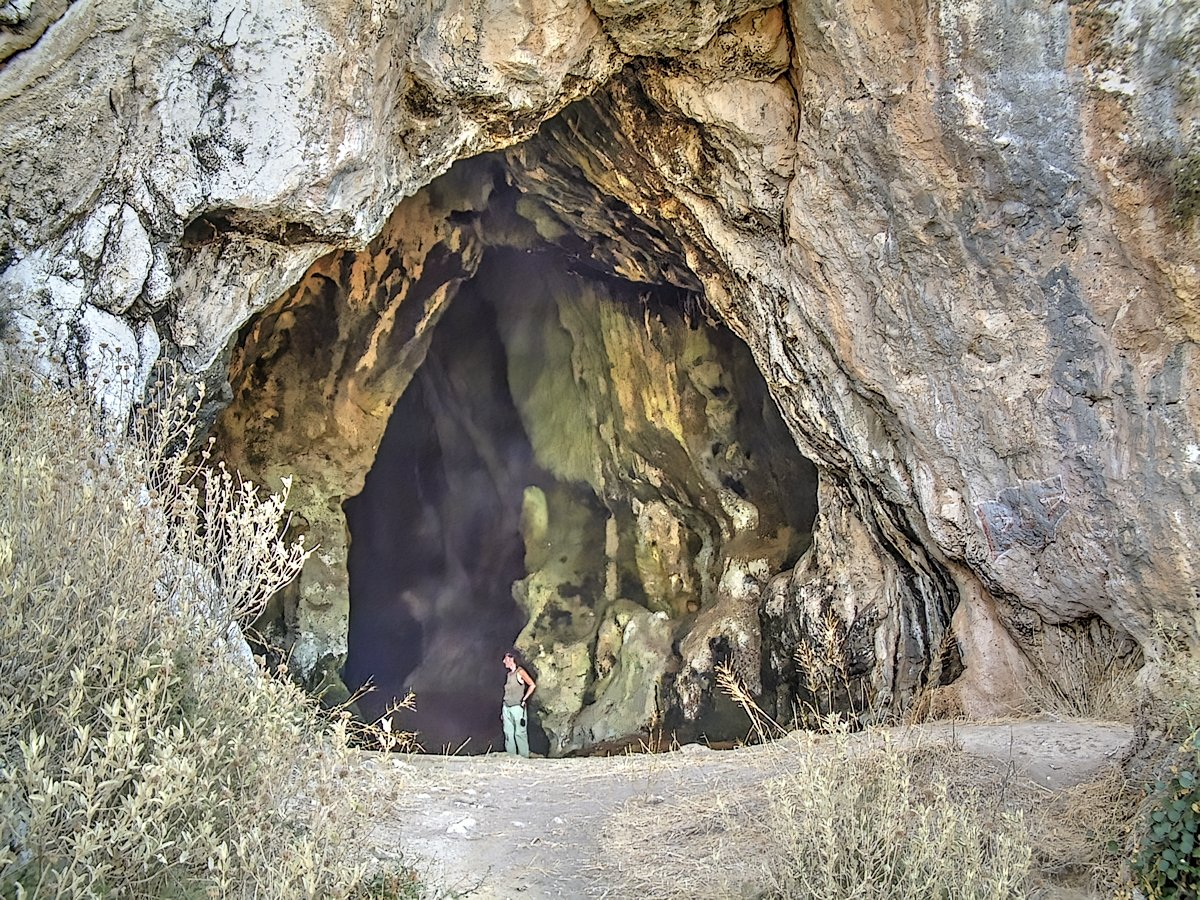
Nestors Höhle bei Pylos

Das Hauptmerkmal von Halbhöhlen ist, dass ihre Tiefe geringer ist als die Breite des Portals und sie keinen lichtlosen Höhlenteil aufweisen. Von großer Entfernung sehen solche Halbhöhlen oft aus wie Portale normaler Höhlen. Eine Halbhöhle, deren Portalbreite mit der Tiefe des Eindringens in den Gesteinskörper annähernd gleich ist oder diese sogar übertrifft, wird besonders dann, wenn auch die Höhe des Portals die Breite erreicht oder übertrifft, als Nischenhöhle oder Felsdach (Abri) bezeichnet. Derartige Felsdächer bieten Schutz gegen Witterungseinflüsse und sind häufig bedeutende archäologische Fundstätten.

### Höhlensystem
| Gesamtlänge      | ganz oder nahezu unverzweigt | netzförmig oder labyrinthartig verzweigt |
| ---------------- | ---------------------------- | ---------------------------------------- |
| unter 50 m       | Kleinhöhle                   | Kleinhöhlensystem                        |
| 50 m bis 500 m   | Mittelhöhle                  | Mittelhöhlensystem                       |
| 500 m bis 5000 m | Großhöhle                    | Großhöhlensystem                         |
| über 5000 m      | Riesenhöhle                  | Riesenhöhlensystem                       |

Unter einem Höhlensystem versteht man ein zusammenhängendes, durch eine oder mehrere Tagöffnungen zugängliches, verzweigtes Netz von Höhlenräumen. Einzelne Verbindungsstrecken innerhalb eines Höhlensystems können durch festen oder flüssigen Rauminhalt unpassierbar geworden sein. In einem größeren Höhlensystem werden je nach den Dimensionen der einzelnen Höhlenstrecken Hauptgänge (Haupthöhlenzüge) und Nebenstrecken (Nebenhöhlenzüge) oder Seitenlabyrinthe unterschieden. Für Einzelräume innerhalb eines Höhlensystems (Hallen, Dome, Kammern) wird die Bezeichnung Höhle nicht verwendet. In der Speläologie ist es üblich, zwischen Höhlensystemen mit vorwiegender Horizontalentwicklung (Horizontalhöhlen) und Höhlensystemen mit vorwiegender Vertikalentwicklung (Schachthöhlen) zu unterscheiden. Die beiden Grundtypen lassen sich jedoch häufig nicht strikt trennen, da viele Systeme horizontale als auch vertikale Strecken aufweisen.
Wenn es gelingt, eine Verbindung zwischen zwei benachbarten Systemen nachzuweisen, wird in der Regel der Name des vorher größeren Systems für das Gesamtsystem übernommen. Ein Beispiel ist das Unterwasserhöhlensystem Sac Actun in Yucatán. Zum Zeitpunkt der Vereinigung 2007 war Sac Actun 14,3 km länger als das benachbarte System Nohoch Nah Chich. Der offizielle Name ist daher Sistema Sac Actun (mit 378 km das zweitlängste Unterwassersystem).
Wenn man mehrere Höhlen durch künstliche Verbindungsgänge vereinigt, entsteht ebenfalls ein Höhlensystem. In diesem Fall bleiben zumeist die Namen der Höhlen erhalten. Der Name für das Gesamtsystem lautet dann zum Beispiel „Bergerhöhlen-Platteneckeishöhlen-Bierloch-System“. Dieses System besteht aus drei ursprünglich getrennten Höhlen im Tennengebirge in Salzburg.

### Schächte

Die Riesending-Schachthöhle besitzt vertikale und horizontale Strecken.

Schächte sind Höhlenstrecken mit vorwiegender Vertikalerstreckung. Schachthöhlen sind Höhlen, die an der Erdoberfläche mit senkrecht oder nahezu senkrecht verlaufenden Schächten ansetzen. Es kommt vor, dass durch Horizontal- oder auch Schrägstrecken in einem Höhlensystem zunächst der Schachtgrund erreicht wird, während die oberhalb eines Schachtes ansetzenden Strecken erst später durch Aufstieg durch die Schachtstrecke bekannt werden. In manchen Schachthöhlen befindet sich am Schachtgrund ein im Allgemeinen horizontal verlaufendes Höhlensystem.

### Naturbrücken
Naturbrücken weisen eine Breitenausdehnung auf, die der Längserstreckung zwischen den beidseitigen Portalen gleichwertig ist oder diese übertrifft. Naturbrücken sind vielgestaltig und verschiedene Übergangsformen zwischen Naturbrücken und Durchgangshöhlen, bei denen die beiden Tagöffnungen weiter voneinander entfernt oder bei geringer Längenausdehnung ungleich groß sind, sind möglich. Die meisten Naturbrücken stellen Überreste einer Höhle oder eingestürzten Höhlenganges dar (Höhlenruine).

### Bezeichnungen

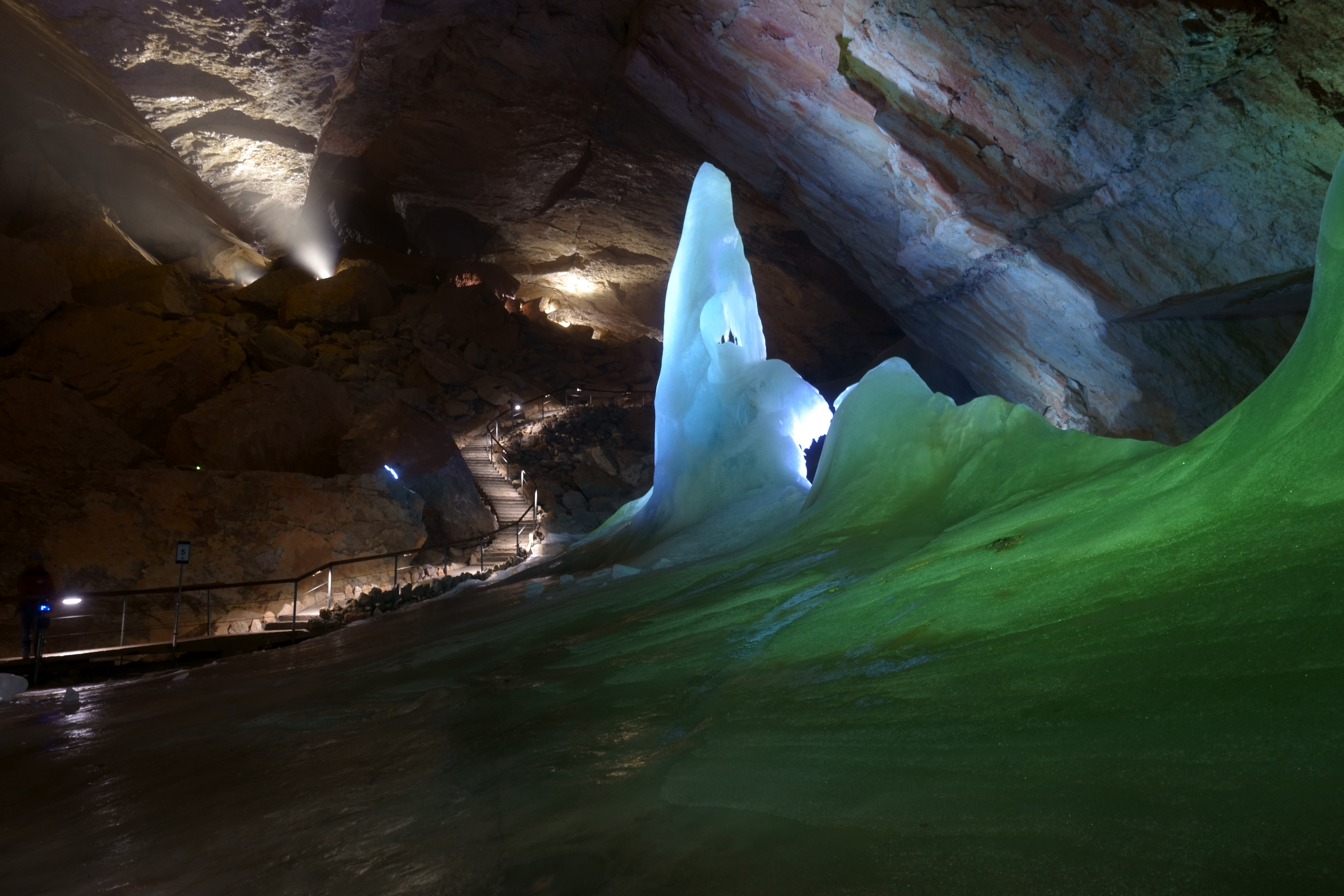
Schauhöhlenbereich der Dachstein-Rieseneishöhle in Österreich

Höhlen werden häufig nach einem kennzeichnenden oder besonders auffälligen Merkmal bezeichnet. Höhlen, in denen Tropfsteinbildungen in größeren Maße auftreten, werden als Tropfsteinhöhlen bezeichnet. Eishöhlen sind Höhlen  mit Eisbildungen, in Wasserhöhlen werden unterirdische Gewässer angetroffen. Für Höhlen mit Knochenlagern als Überreste rezenter oder ausgestorbener Tiere  ist die Bezeichnung Knochenhöhlen üblich. Für die vom Menschen genutzten Höhlen richtet sich die Benennung nach dem jeweiligen Verwendungszweck. Solche Bezeichnungen sind jedoch nicht eindeutig, da sich der Raumcharakter, insbesondere bei größeren Höhlen, ändern kann. In der Dachstein-Rieseneishöhle  befinden  sich neben Höhleneis auch ein eisfreier Teil mit Tropfsteinbildung und Abschnitte, in denen Überreste von Höhlenbären gefunden wurden.

## Speläogenese
Der Entwicklungsgang einer Höhle (Speläogenese) ist durch das Zusammenwirken vieler Faktoren beeinflusst. Das Zusammenspiel der formenden Einflüsse und Kräfte ist zu jeder Zeit und an jedem Orte anders. Das aktuelle Erscheinungsbild einer Höhle ist somit das Ergebnis eines erdgeschichtlich mehr oder weniger langen Werdeganges, aber nur eine vorübergehende, eben erreichte Phase im gesamten Entwicklungsgang. Innerhalb eines Höhlensystems gehören häufig nicht alle Höhlenräume der gleichen Phase der Entwicklung an. In diesem Fall bezieht sich die Entwicklung nicht auf das gesamte System, sondern immer nur auf einen einzelnen Höhlenraum bzw. -abschnitt.

### Entstehung

#### Primäre Höhlen
Primäre Höhlen sind Höhlen, die annähernd gleichzeitig mit dem sie umgebenden Gestein entstanden sind.

##### Lavaröhren

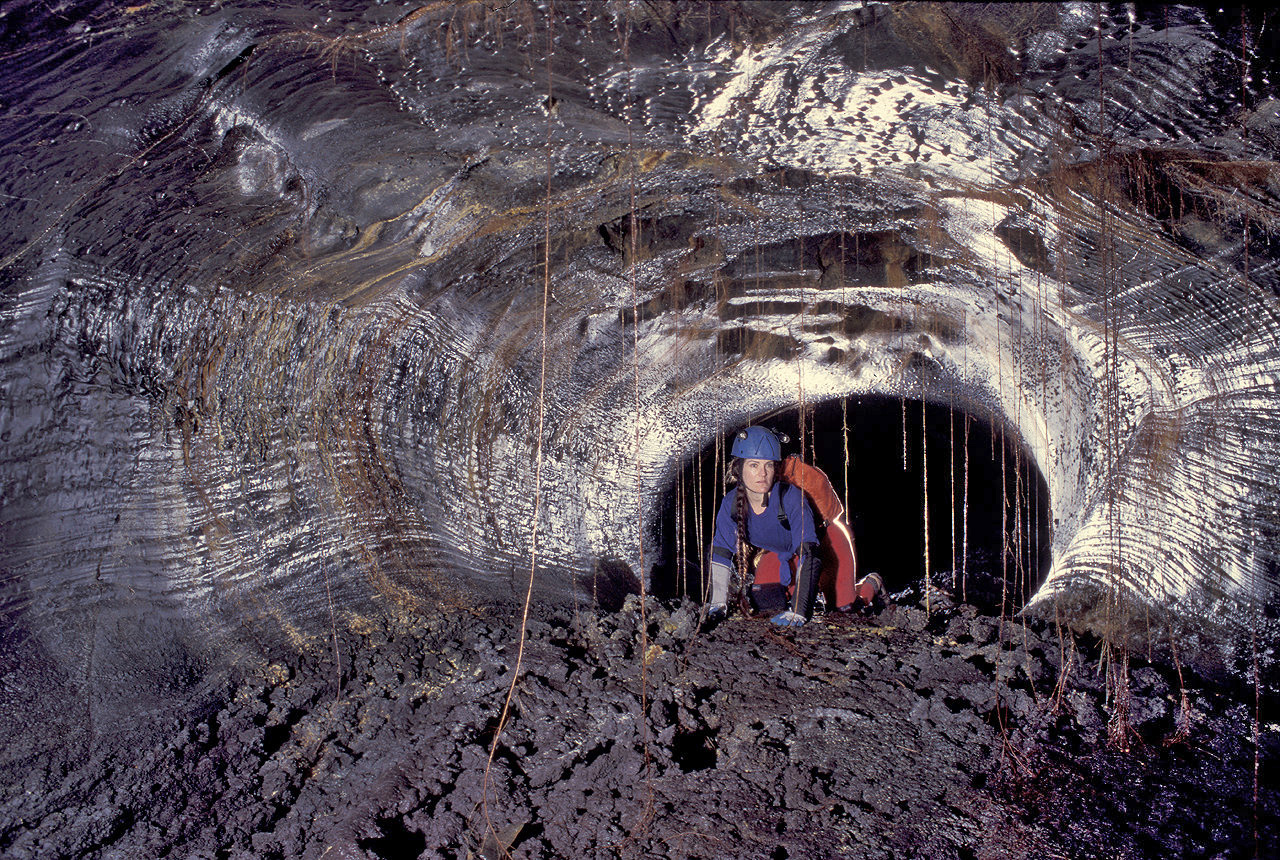
Lavaröhre auf Hawaii

Lavaröhren entstehen beim Erkalten schnellfließender Lava von relativ niedriger Viskosität. Da die Fließgeschwindigkeit und die Temperatur der Lava an den Rändern und vor allem an der Oberfläche des Lavastroms am niedrigsten sind, erstarrt die Lava dort zuerst und es bilden sich ein Dach und Dämme an den Seiten. Die Lava fließt in einer thermisch isolierten Röhre und kann über sehr lange Strecken flüssig bleiben. Solche Höhlen befinden sich häufig auf Hawaii, Island und den Kanarischen Inseln. Die Kazumura Cave auf Hawaii ist mit einer Länge von 65,5 Kilometern die längste bekannte Lavaröhre.

##### Blasenhöhlen
Bei Blasenhöhlen handelt sich um Hohlräume, die zur Zeit der Erstarrung von Lava mit Gasen erfüllt waren und die von der erstarrenden Schmelze umschlossen wurden. Erst später entstand durch Erosion oder die Bildung von Störungslinien eine Öffnung zur Oberfläche. Mit dem Entstehen einer Tagöffnung trat an Stelle der Gase atmosphärische Luft ein und die Höhle wurde zugänglich. Blasenhöhlen sind selten und haben meist nur eine geringe Ausdehnung von weniger als 100 m. Die meisten und größten Blasenhöhlen befinden sich in der Umgebung des Fentale in Äthiopien. Die Grotte du Chien in Frankreich ist die einzige Blasenhöhle, die als Schauhöhle zugänglich ist.

##### Tuffhöhlen
Zahlreiche kleine Primärhöhlen entstanden, wenn bei der Bildung von Karbonat-Sedimenten (z. B. bei der Kalktuffbildung) die Hohlräume während der Sedimentation ausgespart blieben, oder sie entstanden, bevor Prozesse der Zementation oder Diagenese einsetzten.

#### Sekundäre Höhlen

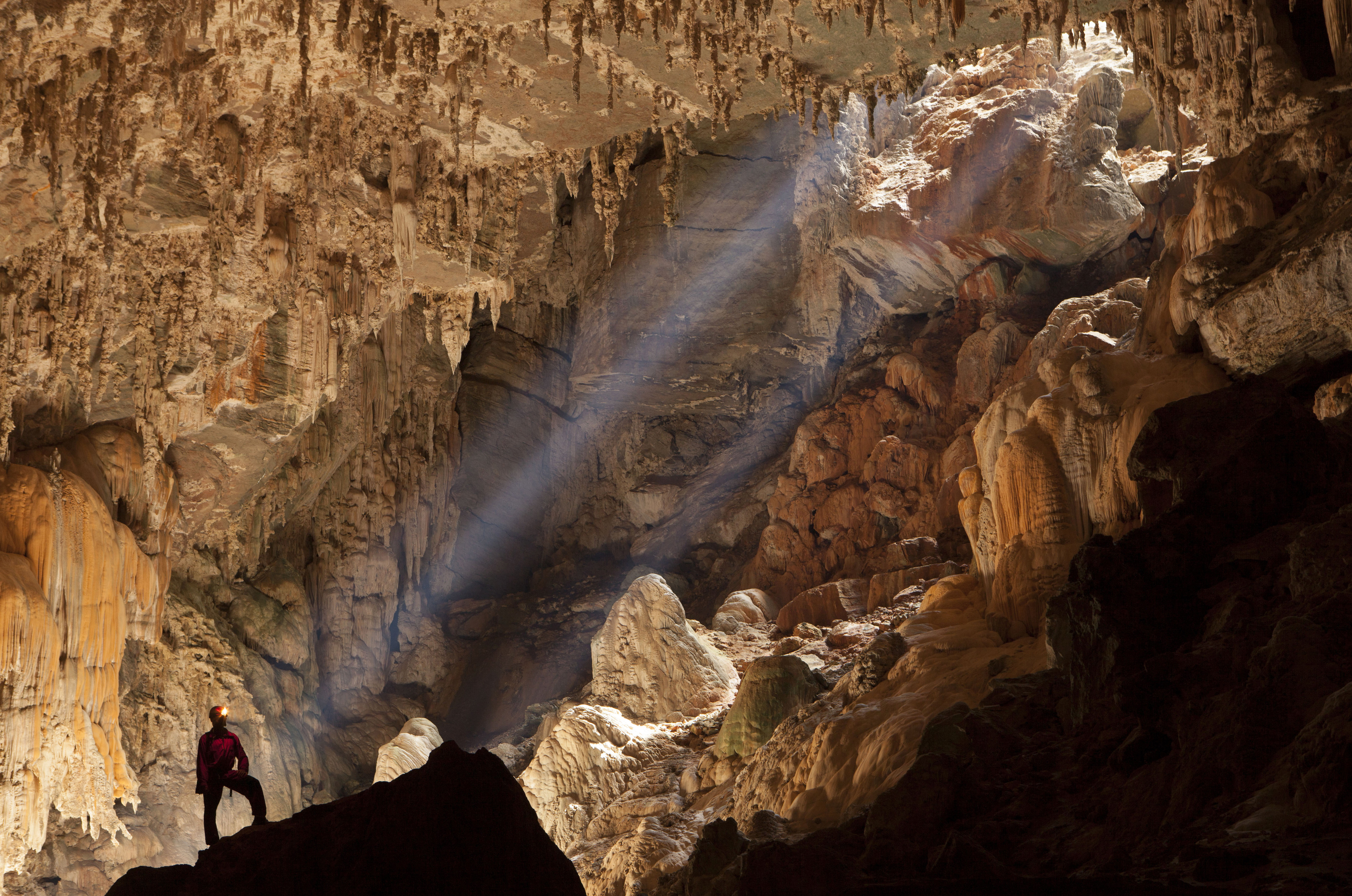
Höhle Terra Ronca, Goiás, Brasilien

Sekundäre Höhlen sind Höhlen, die später als das sie umgebende Gestein entstanden.
Unter diese Kategorie fallen Höhlen, die durch Korrosion (chemische Verwitterung), Erosion (mechanische Verwitterung), Tektonik (Bewegungen der Erdkruste bzw. von Gesteinsschichten) oder eine Kombination dieser Einflüsse entstanden.
Sekundäre Höhlen befinden sich in Gesteinen, die im weitesten Sinne wasserlöslich sind, also vor allem in den verschiedenen Arten von Kalksteinen. Regenwasser enthält Kohlenstoffdioxid, das es abhängig von seiner Temperatur lösen kann. Kälteres Wasser kann mehr Kohlenstoffdioxid lösen. Abhängig von der Kohlenstoffdioxidkonzentration des Wassers kommt es zur Kohlensäureverwitterung des Kalks.
{\displaystyle \mathrm {H_{2}O+CO_{2}\rightleftharpoons H_{2}CO_{3}} ,}
{\displaystyle \mathrm {CaCO_{3}+H_{2}CO_{3}\rightleftharpoons Ca(HCO_{3})_{2}} .}
Durch Kapillarwirkung dringt das Wasser in feine Ritzen des Gesteines ein und löst Kalk. Das alleine erklärt noch keine wesentliche Höhlenbildung. Da jedoch die Fähigkeit des Wassers, Kalk zu lösen, nicht linear mit der Kohlenstoffdioxidkonzentration verläuft, kommt es zur so genannten Mischungskorrosion: Treffen im Berg zwei verschiedene mit Kalk gesättigte Lösungen aufeinander und vermischen sich diese, entsteht eine neue Konzentration von Kohlenstoffdioxid, die zusätzlich Kalk lösen kann. So kann an dieser Stelle ein größerer Hohlraum entstehen. Dies ist sozusagen der Schlüssel zur Höhlenbildung.

##### Epigene und hypogene Entstehung
In der neueren Literatur wird zwischen epigenen und hypogenen Höhlen unterschieden.
Epigene Höhlen werden durch Oberflächenwasser gebildet, dessen Lösungskapazität von Bedingungen an der Oberfläche bestimmt wird. Das gelöste Kohlendioxid entstammt der Atmosphäre und dem Boden. Mindestens 80–90 % der bekannten Höhlen sind epigene Höhlen.

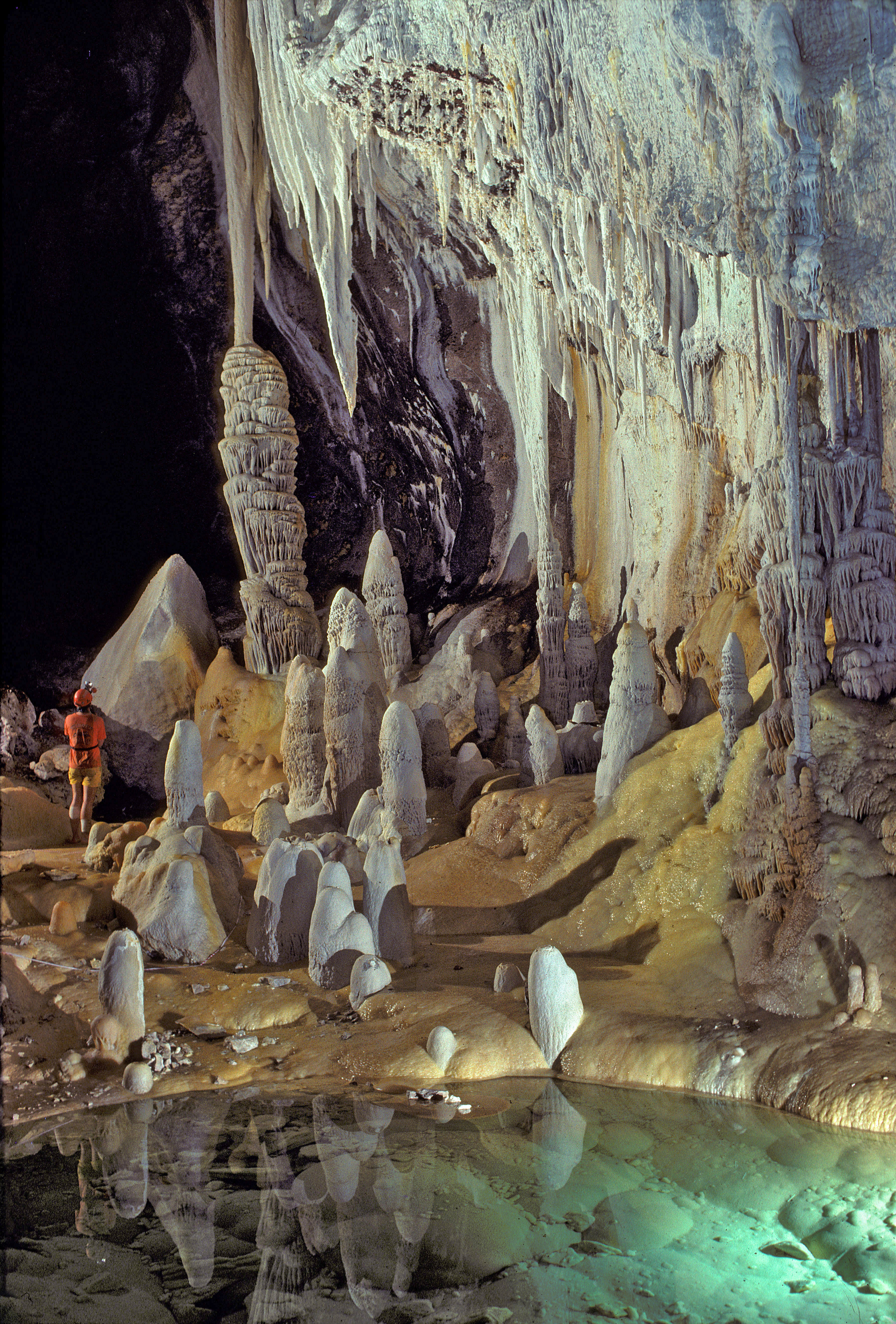
Die Lechuguilla-Höhle in New Mexico ist eine hypogene Höhle, entstanden durch aufsteigende schwefelige Gase. Der Kalkstein wurde durch Schwefelsäure gelöst

Hypogene Höhlen entstehen durch aus der Tiefe aufsteigendes Wasser, in dem neben Kohlendioxid auch Schwefelwasserstoff gelöst sein kann. Dies können etwa Thermalquellen in der Nähe von Erdöllagerstätten oder vulkanischen Erscheinungsformen sein. In Anwesenheit von gelöstem Sauerstoff wird der Kalk durch Schwefelsäureverwitterung in wesentlich besser wasserlöslichen Gips umgewandelt. Durch dabei freigesetztes Kohlendioxid tritt zusätzlich Kohlensäureverwitterung auf.
{\displaystyle \mathrm {2\;H_{2}S+3\;O_{2}\longrightarrow 2\;H_{2}SO_{3}} ,}
{\displaystyle \mathrm {2\;H_{2}SO_{3}+O_{2}\longrightarrow 2\;H_{2}SO_{4}} ,}
{\displaystyle \mathrm {CaCO_{3}+H_{2}SO_{4}+H_{2}O\longrightarrow CaSO_{4}\cdot 2\;H_{2}O+CO_{2}} .}
Bekannte Höhlen dieses Typs sind die Lechuguilla-Höhle und die wassergefüllte Doline Zacatón. Eine durch kohlendioxidhaltiges Thermalwasser gebildete Höhle ist der Hranická propast.

##### Typen
Auf viele Höhlen treffen je nach Betrachtungsweise mehrere Bezeichnungen zu.

##### Bezeichnung nach der Entstehung
- Auswitterungshöhle, auch Ausbruchshöhle genannt, durch mechanische Prozesse wie Frostsprengung oder Regenwasserauswaschungen entstanden
- Brandungshöhle: durch Brandung entstanden
- Erosionshöhle: durch Erosion entstandene Sekundärhöhle
- Inkasionshöhle: durch Verbruch entstanden
- Korrosionshöhle: durch Korrosion entstanden
- Laughöhle: durch Lösung des Gesteins ohne chemische Umsetzung entstanden (etwa Salzhöhle)
- Tektonische Höhle: durch tektonische Kräfte entstanden
- Versturzhöhle: durch Versturz entstanden
- Windhöhle oder äolische Höhle: durch Winderosion entstanden

Die Kluftfugenhöhle wird auch Klufthöhle oder Spaltenhöhle genannt. Es ist eine entlang von Klüften tektonisch angelegte Höhle, die durch die Korrosion in verkarstungsfähigen Gesteinen (z. B. Dolomit) entlang einer Kluft entstand. Eine Bruchfugenhöhle ist eine an Bruchfugen gelegene Höhle. Eine Schichtfugenhöhle ist an Schichtfugen entstanden.

##### Entwicklung
Sowohl in den vorrangig durch Lösungsprozesse gebildeten Sekundärhöhlen, aber auch in den Primärhöhlen treten die erosiven (mechanischen) Kräfte des Wassers weiterhin formend in Erscheinung, man spricht dann von aktiven Wasserhöhlen. Ist der Hohlraum ausreichend, dass große Wassermengen durchfließen können, ist es möglich, dass das Wasser von der Decke gebrochene Felsstücke forttransportiert und so den Höhlenraum wesentlich verändert. Im Laufe der Zeit dringt Wasser in immer tiefere Gebiete des Berges vor und die früher durchflossenen werden mehr oder weniger wasserfrei.
Während dieses Bildungsprozesses kann man unterscheiden:
- Phreatische Höhlen: Diese sind gänzlich von Wasser ausgefüllt, z. B. Quellhöhlen.
- Aktiv vadose Höhlen: Diese sind noch regelmäßig von Wasser durchflossen, die Höhlenbildung in diesen Teilen ist noch nicht abgeschlossen.
- Inaktiv vadose Höhlen: Diese sind trocken, die Höhlenbildung ist abgeschlossen.

In großen Höhlensystemen mit beträchtlichen Höhenunterschieden kann man alle drei Erscheinungsbilder antreffen. Die tiefsten Teile stehen oft komplett unter Wasser, die mittleren Etagen sind von Wasser durchflossen und die höchsten sind trocken. Hier setzt auch der langsame Verfall der Höhle ein: Teile der Decke können einstürzen. Geschieht dies knapp unter der Erdoberfläche, so kann man dies anhand von Dolinen (Einsturztrichtern) erkennen (siehe auch: Cenote).

## Höhleninhalt

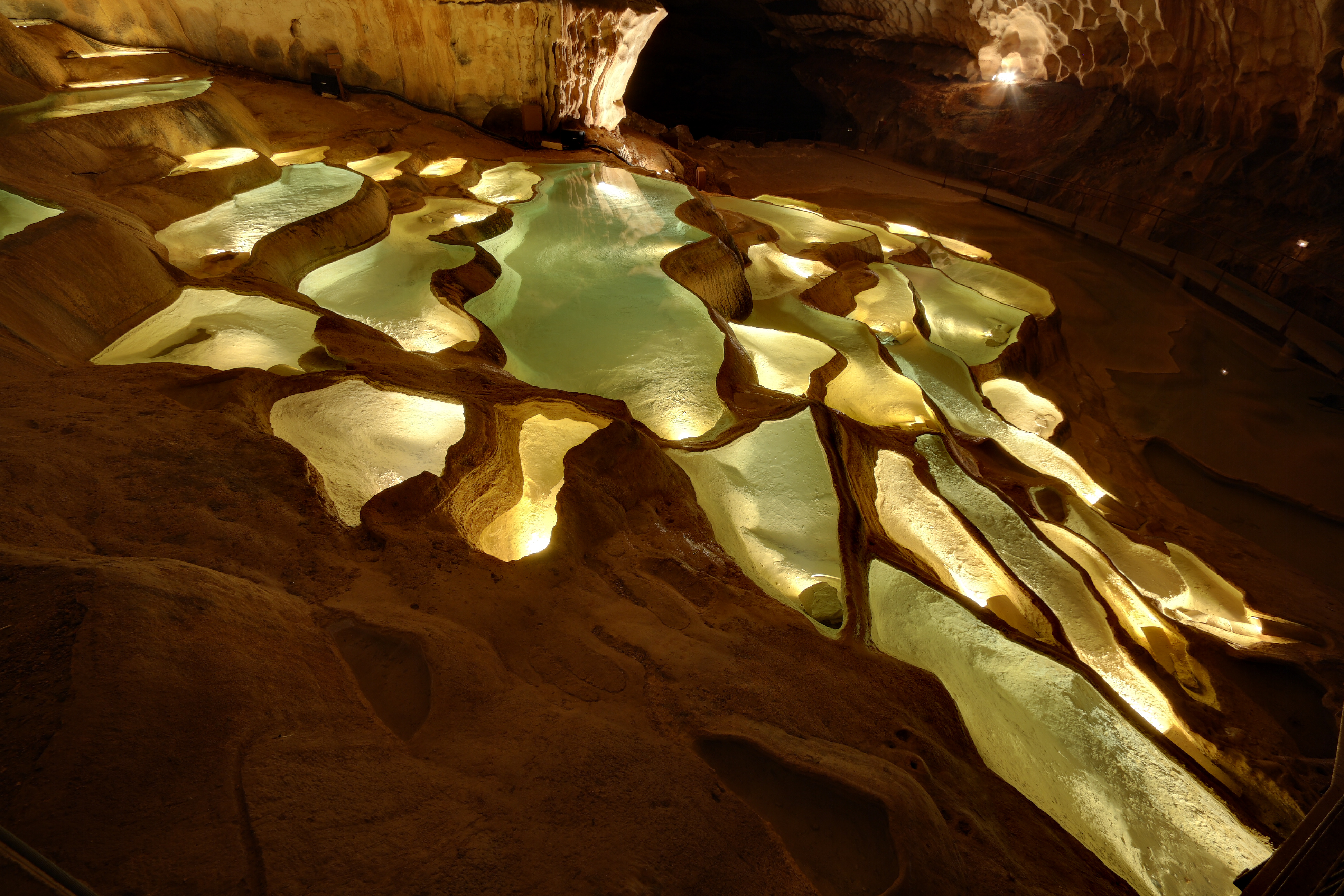
Dramatisch ausgeleuchtete Sinterbecken in der Grotte de Saint-Marcel, Frankreich

Der Höhlenraum ist auf verschiedene Weise ganz oder teilweise ausgefüllt. Eine Höhle kann im Laufe ihrer Entwicklung mehrmals ausgeräumt und später wieder mit Ablagerungen erfüllt worden sein.

### Feste Stoffe
Auothoner Höhleninhalt sind feste Stoffe, die in der Höhle selbst entstanden sind. Sie sind entweder noch am Entstehungsort oder wurden innerhalb der Höhle umgelagert. Ist ein Teil des festen Höhleninhaltes von außen in die Höhle gelangt, etwa durch Einwehung, Einrutschung, Einschwemmung oder Einschleppung durch Organismen, wird der Höhleninhalt als allochthon bezeichnet.

#### Mineral- und Gesteinsbildung
Als Speläothem oder Höhlenmineral wird sekundäre Mineralablagerung in Höhlen bezeichnet. Die am häufigsten vorkommenden Speläotheme sind Sinter oder Tropfsteine. Meistens bestehen sie aus den Mineralen Calcit und Aragonit, Modifikationen der Verbindung Calciumcarbonat (Kalk); häufig sind auch verschiedene Formen von Gips.

#### Lockere Sedimente
Sande und Schotter sind in Höhlen sehr häufig anzutreffen. Als Höhlenlehm bezeichnet man bodenkundlich sehr verschiedenartige lockere Sedimente der Höhlen, die gelegentlich in großen Mengen auftreten. Sie bestehen aus schweren Tonen bis feinsandigen Lehmen und sind meist die unlöslichen Rückstände des Kalksteins. In tropischen und subtropischen Höhlen befinden sich sehr oft ausgedehnte Lagerstätten von Guano von Vögeln oder Fledermäusen.

### Flüssigkeiten
Wasser ist der wichtigste flüssige Höhleninhalt. Je nach der Art des Eintritts von Wässern in eine Höhle und der eintretenden Wassermenge unterscheidet man Tropf- und Sickerwasser, Kondenswasser, Schmelzwasser, fließende Höhlenwässer (Höhlenbäche und Höhlenflüsse) und Höhlenseen (stehende Höhlengewässer). Befinden sich in einer Höhle Thermalquellen, können sich Temperatur und Zusammensetzung der gelösten Stoffe deutlich von den Eigenschaften des eindringenden Oberflächenwassers unterscheiden.

### Gase
Im Normalfall entspricht die Zusammensetzung der Höhlenluft jener der Außenluft. Sie kann unter gewissen Voraussetzungen jedoch deutlich abweichen. In Gebieten mit vulkanischer Tätigkeit oder in Nähe von Erdöllagerstätten können in eine Höhle auch Klüfte einmünden, durch die dem Höhlenraum Gase zugeführt werden. Dies sind vor allem Kohlenstoffdioxid und Schwefelwasserstoff. Ein bekanntes Beispiel für erhöhten Kohlenstoffdioxidgehalt ist die Hundsgrotte, in die aus Klüften im Kalk vulkanische Gase eingeblasen werden, die rund 77 % CO2 enthalten.

## Klima
Obwohl Höhlenräume durch ihre Eingänge mit der Außenwelt in Verbindung stehen, bildet sich ein eigenes Mikroklima. Dieses ist im Wesentlichen durch folgende Merkmale gekennzeichnet: stark verminderte Temperaturschwankungen und eine deutliche Verzögerung im Jahresrhythmus; eine Luftschichtung, die jener in geschlossenen Räumen entspricht und eine hohe Luftfeuchtigkeit.

### Temperatur

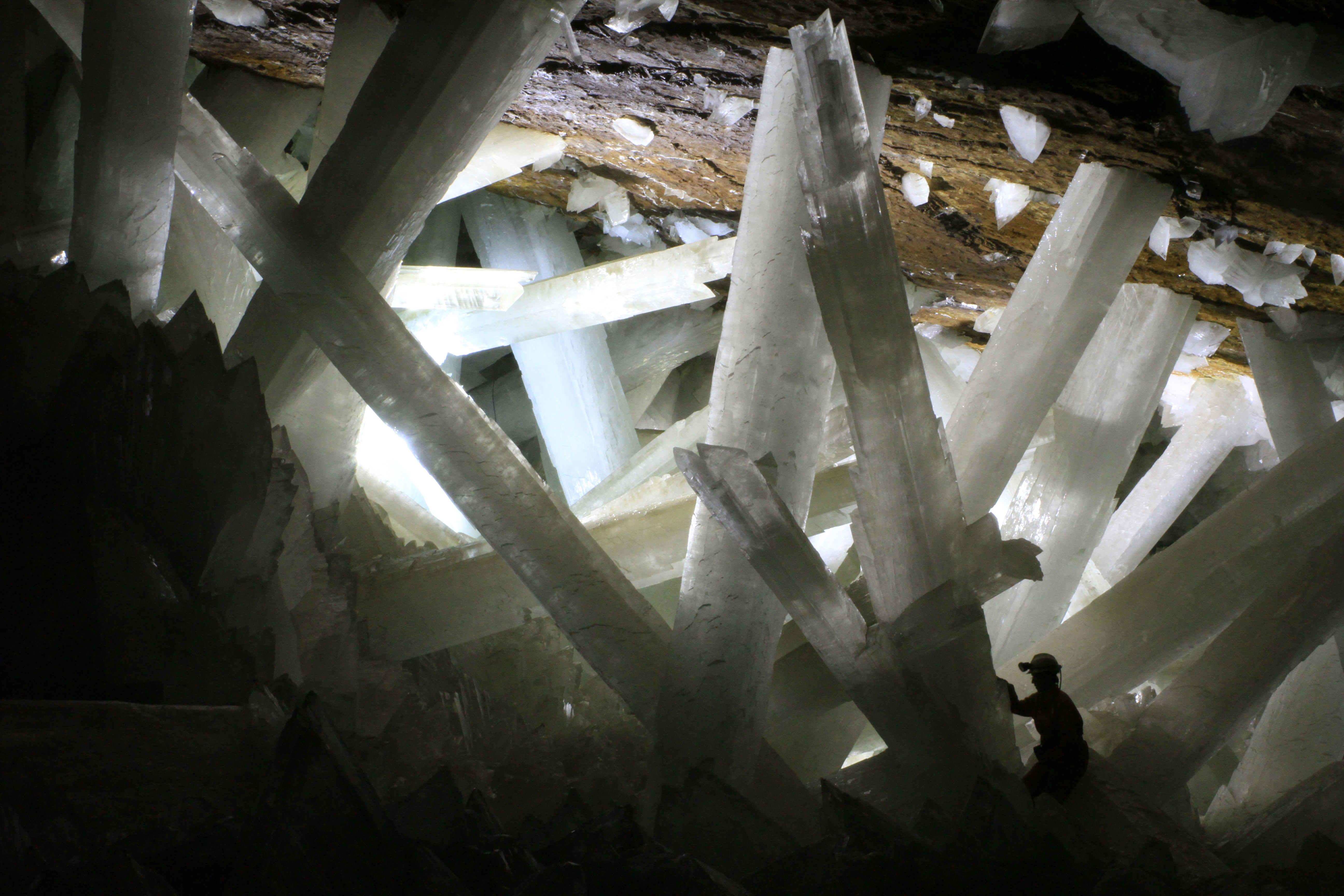
In der Cueva de los Cristales („Höhle der Kristalle“) wurden Temperaturen von 60 °C bei einer Luftfeuchtigkeit von 99 % gemessen

Infolge fehlender Sonneneinstrahlung wird die Temperatur in Höhlen vor allem von der des sie umschließenden Gesteins bestimmt und damit weitgehend konstant gehalten. Abgesehen von tief im Berge liegenden Teilen, wo bereits ein Einfluss der Erdwärme festgestellt werden kann, entspricht die Gesteinstemperatur der jeweiligen Jahresmitteltemperatur an der Erdoberfläche. Daraus folgt, dass sich Veränderungen des Großklimas auch in Höhlen bemerkbar machen. Zu den heißen Höhlen zählen Khaf Hamam im Dschabal Hafit mit 37 °C und Rhar es-Skhoun in Algerien mit 30 bis 33 °C. In der inzwischen wieder verschlossenen und mit Flüssigkeit erfüllten Höhle Cueva de los Cristales in Naica wurden Lufttemperaturen von 60 °C gemessen. Kalte Höhlen sind häufiger und vor allem in der Arktis und in Gebirgen vertreten. Im Jochloch, das sich in 3470 m Höhe zum Jungfraujoch öffnet, beträgt das Jahresmittel −5 °C.

### Luftfeuchtigkeit
Das von der Oberfläche eindringende Wasser sorgt für eine permanente Feuchtigkeit des umschließenden Gesteins (bergfeucht). Dementsprechend liegt die relative Luftfeuchtigkeit im Normalfall zwischen 95 und 100 %. Somit kann bereits eine geringe Temperaturschwankung zur Übersättigung und damit zur Kondensation von Wasserdampf zu führen. Entströmt bei kalter Außenluft nahezu gesättigte Höhlenluft, kann es im Eingangsbereich zur Bildung von Luftmischungsnebel kommen.

### Wetterführung
Die Art und Intensität der Wetterführung oder Bewetterung, in Anlehnung an die Ausdrucksweise im Bergbau, werden wesentlich von dem Umstand beeinflusst, ob nur ein Höhleneingang besteht oder ob mehrere wetterwegsame Öffnungen vorhanden sind, wobei deren unterschiedliche Höhenlage oder Richtung die Luftzirkulation zusätzlich fördern. Es können zwei Grundtypen unterschieden werden.

#### Statische Wetterführung

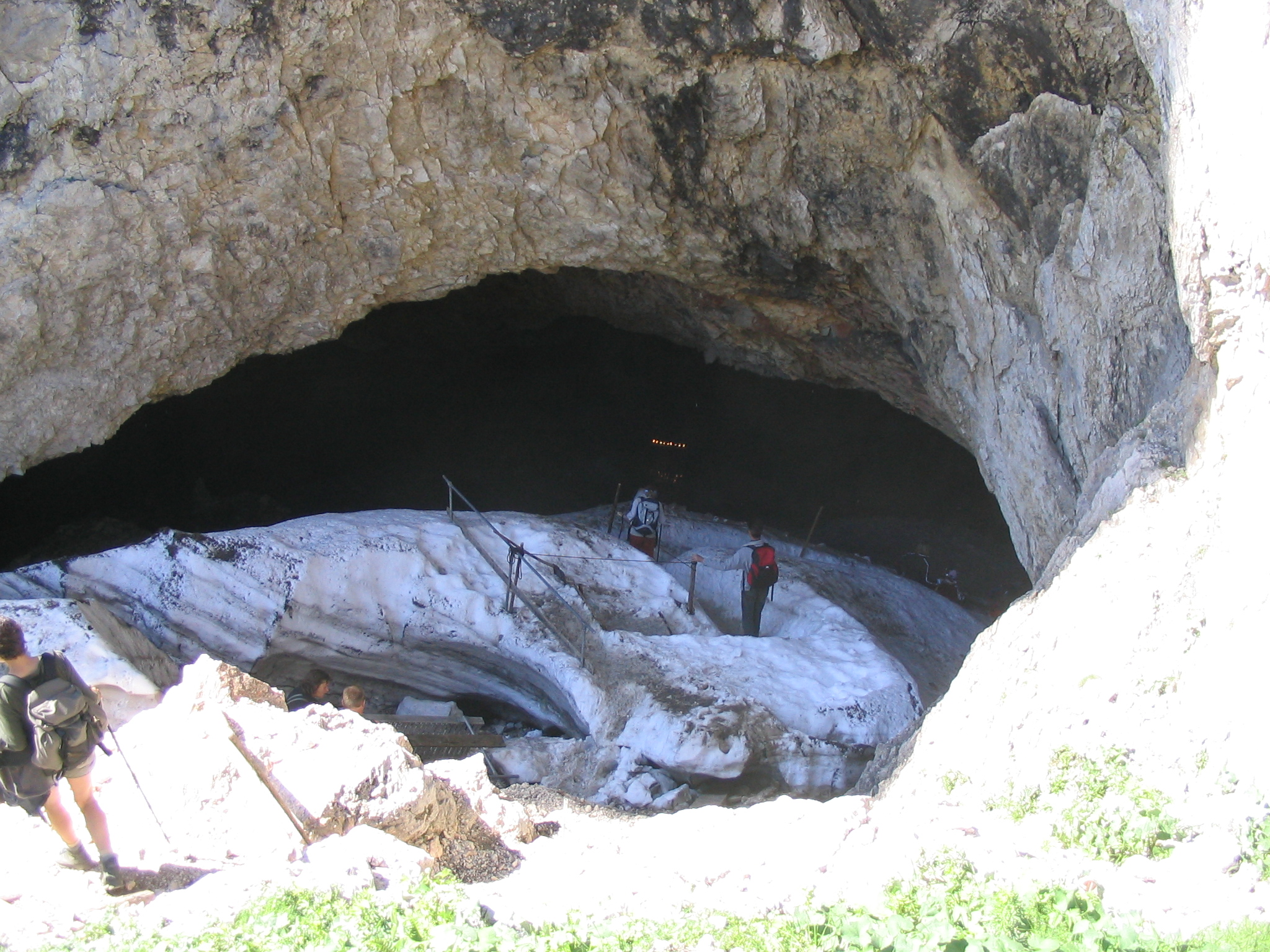
Die Schellenberger Eishöhle ist vom Typ Eiskeller mit statischer Wetterführung

Statische Wetterführung findet bei Höhlen mit nur einem Eingang statt. Der Luftaustausch zwischen Höhle und Atmosphäre ist relativ schwach, da Ein- und Austritt der Luft gleichzeitig bei einem Eingang erfolgt. Ein nennenswerter Luftstrom kommt überhaupt nur dann zustande, wenn die in der Höhle lagernde Luft verdrängt werden kann. Dadurch können auch relativ kleine Höhlen bei vorwiegend vertikaler Erstreckung eine Temperatur aufweisen, die deutlich von der Jahresmitteltemperatur ihrer Umgebung abweicht, wobei je nach der Lage des Einganges zwei Gruppen unterschieden werden können.
Vom Eingang aus absinkende Höhlen weisen eine Temperatur auf, die deutlich unter dem Jahresmittel liegt. Dies entsteht dadurch, dass in sie nur die spezifisch schwerere Kaltluft eindringen kann, mit der sowohl die Höhlenluft als auch das umschließende Gestein abgekühlt werden. Eine Luftbewegung findet daher hauptsächlich im Winter statt und sie ist umso stärker, je kälter es im Freien ist. Bei höheren Außentemperaturen, vor allem im Sommer, stagniert der Luftaustausch. Der Kaltluftsee in der Höhle bleibt ungestört und wird nur langsam durch das umgebende Gestein erwärmt. Bei Auftreten von Eis wird der Temperaturanstieg durch den zu dessen Schmelzen notwendigen Wärmeverbrauch zusätzlich verlangsamt. Diese Art von Höhle wird auch als „Eiskeller“ bezeichnet. Dort kann sich, auch bei geringerer Höhenlage, Eis das ganze Jahr über erhalten.
Aufsteigende Höhlenräume speichern die Wärme. Bei hoher Außentemperatur tritt die relativ kühle Höhlenluft an der Sohle des Einganges aus. An der Decke strömt Warmluft ein und das Höhleninnere erwärmt sich. Bei diesen Höhlen findet der Luftaustausch vor allem im Sommer statt. Hingegen kann die kalte, schwere Winterluft in solche als „Backofentypus“ bezeichnete Höhlen nicht eindringen. Deren Durchschnittstemperatur kann um mehr als 5 °C über der ihrer Umgebung liegen, im Winter ist der auf einem kleinen Bereich auftretende Temperaturunterschied besonders bemerkbar. Sie sind gute Überwinterungsplätze für Tiere, insbesondere für Insekten.

#### Dynamische Wetterführung

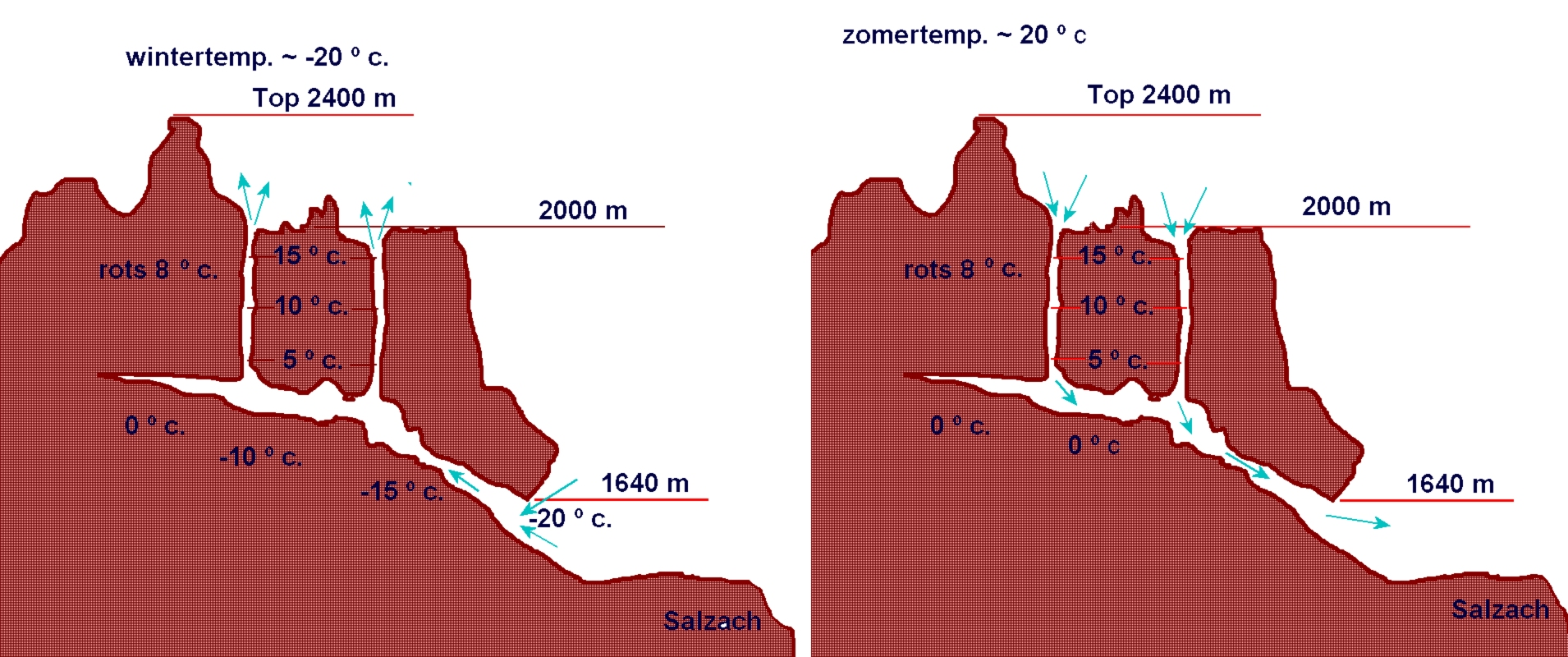
Dynamische Bewetterung in der Eisriesenwelt. Links Winterphase, Rechts Sommerphase

Dynamische Wetterführung tritt bei Höhlen mit mindestens zwei Eingängen bzw. wetterwegsamen Öffnungen in verschiedener Geländelage auf. Da die meisten und vor allem größere oder verzweigte Höhlen mehrere Verbindungen mit der Außenwelt haben, ist die dynamische Wetterführung der häufigere Typus. Trotz starker Luftströmungen bleiben bei Betrachtung der gesamten Höhle stets die Gesetze der Luftschichtung in geschlossenen Räumen erhalten. Die kältesten Luftmassen befinden sich in den tiefsten, die wärmste, spezifisch leichteste Luft lagert in den höchsten Höhlenteilen. Allerdings ist der Luftaustausch bei dynamisch bewetterten Höhlen wesentlich intensiver als bei statischer Bewetterung. Charakteristisch ist dabei, dass der Luftstrom jeweils nur eine einheitliche Richtung einschlägt. Infolge der stärkeren Luftzirkulation ist der Einfluss der Außentemperatur auf die tagnahen Höhlenteile groß und nimmt erst allmählich zum Höhleninneren ab. Es werden zwei Phasen der dynamischen Bewetterung unterschieden, bei denen es zu einem Richtungswechsel der Luftströmung kommt.
Die Winterphase ist dadurch gekennzeichnet, dass die Höhlenluft an den unteren Höhleneingängen bergwärts strömt. Sie tritt dann ein, wenn die Außentemperatur niedriger ist als die in den Höhlenräumen. Die relativ wärmere Höhlenluft tritt bei den höchstliegenden wetterwegsamen Höhlenöffnungen aus. Der Umstand, dass der Temperaturabfall in der Luftschichtung von Höhle und Atmosphäre entgegengesetzt ist, verstärkt durch den Kamineffekt die Intensität der Luftströmung. Die Sommerphase tritt ein, wenn die Außentemperatur an den Höhleneingängen höher ist als die der Höhlenluft. Der Luftzug in der Höhle ist in dieser Phase abwärts gerichtet, weil die relativ kalte und damit schwerere Höhlenluft durch die tiefliegenden Höhlenöffnungen abfließt. Die Umgebung solcher Kaltluftaustritte kann durch ein Mikroklima gekennzeichnet sein, das zu Krüppelwuchs bei den Pflanzen führt, im Extremfall können Frostböden entstehen.

## Fauna

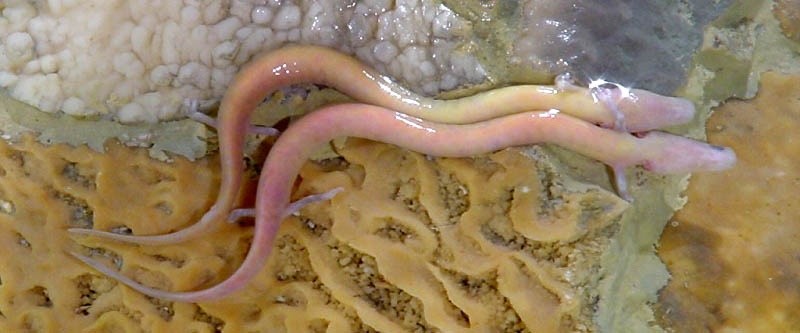
Grottenolme (Proteus anguinus) sind die einzigen troglobionten Wirbeltiere in Europa

Höhlen stellen durch das völlige Fehlen von Licht (aphotisch) einen speziellen Lebensraum dar. Arten die während ihres gesamten Lebenszyklus keinen Kontakt zur Außenwelt haben, werden als Troglobionten bezeichnet. Die auffälligsten Merkmale sind oft das Fehlen von Augen (Anopthalmie) und der Hautfärbung (Depigmentierung). Die in der Nähe der Höhleneingänge lebende Arten werden als troglophil, Höhlengäste als trogloxen bezeichnet.

## Flora
Photoautotrophe Pflanzen können nur in der Eingangsregion oder im Umkreis von Beleuchtungskörpern, die im aphotischen Höhleninneren angebracht sind, vorkommen (Lampenflora). Die in den Höhlen angetroffenen Pilze haben seltener eine parasitische, häufiger eine saprophytische Lebensweise. Ihre Nahrung stellen organische Stoffe dar, die größtenteils von außen her in die Höhle gelangt sind. Ausgedehnte, verzweigte Myzelien findet man am häufigsten in Schauhöhlen, in denen Holz zur Herstellung von Erschließungsanlagen verwendet wurde.

## Geographische Verbreitung
Höhlen befinden sich auf allen Kontinenten, insbesondere in Karstgebieten, die rund 15 % der Erdoberfläche bedecken. Durch die Löslichkeit des Gesteins bieten sie günstige Voraussetzungen für die Höhlenbildung. Sehr große Höhlen findet man vorwiegend in Regionen mit Kalksteinplateaus geringer Höhe, wie etwa die Interior Low Plateaus in den Bundesstaaten Tennessee und Kentucky mit der Mammoth Cave als längsten Höhle der Welt. Große Höhlen gibt es auch in den Gebirgen, dort jedoch eher an den Talflanken und in geringer Höhe. Das Höllloch in der Zentralschweiz ist ein bekanntes Beispiel. Für eine Karstregion mit bekanntem Untergrund wird eine Ganglänge von mindestens 3 bis 5 km pro km² angenommen. Einen Extremfall bilden die ukrainischen Gipshöhlen in der Podolischen Platte mit 100 km Ganglänge pro km². Weltweit beträgt die Durchschnittsdichte der bekannten Gänge 0,1 km/km². Die Zahl der bisher entdeckten Höhlen und der erforschten Höhlenstrecken hängt stark von Dauer und Intensität der Höhlenforschung im jeweiligen Gebiet ab.

## Längste und tiefste Höhlen
| Rang | Name                    | Land, Gebiet                | L       | V    |
| --- | ----------------------- | --------------------------- | ------- | ---- |
| 1 | Mammoth Cave            | Kentucky, Edmonson County   | 685.581 | 124  |
| 2 | Sistema Ox Bel Hab      | Quintana Roo, Tulum         | 496.804 | 188  |
| 3 | Shuanghedong            | Guizhou, Suiyang            | 417.696 | 912  |
| 4 | Sistema Sac Actuna      | Quintana Roo, Tulum         | 386.122 | 119  |
| 5 | Jewel Cave              | South Dakota, Custer County | 353.510 | 254  |
| 11 | Hölloch                 | Schwyz, Muotatal            | 210.752 | 1033 |
| 14 | Schönberg-Höhlensystem  | Steiermark, Oberösterreich  | 155.637 | 1061 |
| 247 | Riesending-Schachthöhle | Bayern, Bischofswiesen      | 25.200  | 1149 |
| L Vermessungslänge [m] V Vertikalerstreckung [m] a Unterwasser 378,56 km, 51,7 m See, 7,51 km trocken b Unterwasser |                         |                             |         |      |

| Rang                                             | Name                          | Land, Gebiet              | L       | V    |
| ------------------------------------------------ | ----------------------------- | ------------------------- | ------- | ---- |
| 1                                                | Werjowkina                    | Abchasien, Arabika-Massiv | 12.700  | 2212 |
| 2                                                | Woronja-Höhle                 | Abchasien, Arabika-Massiv | 16.058  | 2197 |
| 3                                                | Boybuloq                      | Surxondaryo               | 25.000  | 2033 |
| 4                                                | Sarma                         | Abchasien, Rajon Gagra    | 6.370   | 1830 |
| 5                                                | Illyuzia-Mezhonnogo-Snezhnaya | Abchasien, Bsipi-Gebirge  | 24.080  | 1760 |
| 7                                                | Lamprechtsofen                | Salzburg, Obsthurn        | 60.000  | 1727 |
| 25                                               | Siebenhengste-Hohgant-Höhle   | Bern, Habkern             | 164.500 | 1340 |
| 66                                               | Riesending-Schachthöhle       | Bayern, Bischofswiesen    | 25.200  | 1149 |
| L Vermessungslänge [m] V Vertikalerstreckung [m] |                               |                           |         |      |

## Nutzung und Erforschung
Höhlen dienten manchmal auch dem dauerhaften Aufenthalt von Menschen, z. B. als Wohnstätte (Wohnhöhle). Entsprechende Spuren fand man in der Stefánshellir in Island. In Südeuropa und anderen wärmeren Ländern gab und gibt es Menschen, die in künstlichen Wohnhöhlen leben, etwa in Griechenland (z. B. Metéora-Klöster, Mátala) und Jordanien (Petra).
Natürliche Höhlen wurden zudem von vorzeitlichen Menschen aufgesucht, die sie als Kultstätte nutzten und ggf. auch als solche gestalteten (Höhlenmalerei, Petroglyphen). Höhlen sind häufige Fundstellen für gut erhaltene Höhlenfunde aus der Steinzeit und damit von großer Bedeutung für die archäologische Forschung; solche Höhlen werden als Kulturhöhlen bezeichnet. Ganze Höhlengruppen wurden in diesem Sinne zusammengefasst, etwa die Höhlen der ältesten Eiszeitkunst auf der Schwäbischen Alb. Ein aktuelles Beispiel für eine archäologisch aktiv erforschte Höhle ist die Blätterhöhle in Hagen. Höhlenfunde dienen auch der Erforschung von Fauna und Flora sowie als Klimaarchiv, in dem neben Tropfsteinen auch Gangformen und Sedimentablagerungen Aufschluss über die Klimaentwicklung geben können.
Heute ist auch die touristische Nutzung in Form von Schauhöhlen von Bedeutung. Schon das strecken- und zeitweise Ausleuchten mit künstlichem Licht lässt beginnend an den Stellen hoher Beleuchtungsstärke, sichtbar am Ergrünen, Vegetation mit Chlorophyll, etwa die sich durch feine Sporen verbreitende Moose aufkeimen.
Weniger erwünscht ist die Nutzung als Steinbruch, insbesondere für den Zweck des Abbaus von Tropfsteinen zum Verkauf an Steinsammler oder die Schmuckherstellung. So wurden in weiten Gegenden der Dritten Welt Höhlen, die der Wissenschaft oft noch unbekannt sind, komplett leergeräumt. Ein anderes Abbauprodukt aus Höhlen ist Fledermausguano.
Umstritten ist die Nutzung von Höhlen beim Höhlenwandern.
Die Erforschung von Höhlen bezeichnet man als Höhlenforschung oder Speläologie. Sie wird in aller Regel von ehrenamtlich tätigen Höhlenforschern vorgenommen, die ihre Ergebnisse in Höhlenkatastern sammeln.
Bei allen Nutzungsformen bestehen erhebliche Konflikte zwischen der wirtschaftlichen Nutzung und den Interessen des Höhlenschutzes.

## Höhle als Motiv
Häufig tauchen Höhlen als Motiv in Mythen, Träumen oder Märchen auf. Nach der analytischen Psychologie in der Tradition Carl Gustav Jungs handelt es sich hierbei um eine besondere Ausprägung des Mutterarchetyps.
Im Höhlengleichnis des griechischen Philosophen Platon wird das Leben in der sinnlich wahrnehmbaren Welt mit dem Leben von Menschen verglichen, die in einer Höhle leben und so angebunden und fixiert sind, dass sie nur Schatten an der Höhlenwand erkennen können und diese für die Realität halten.

## Höhle als Ort für Musik

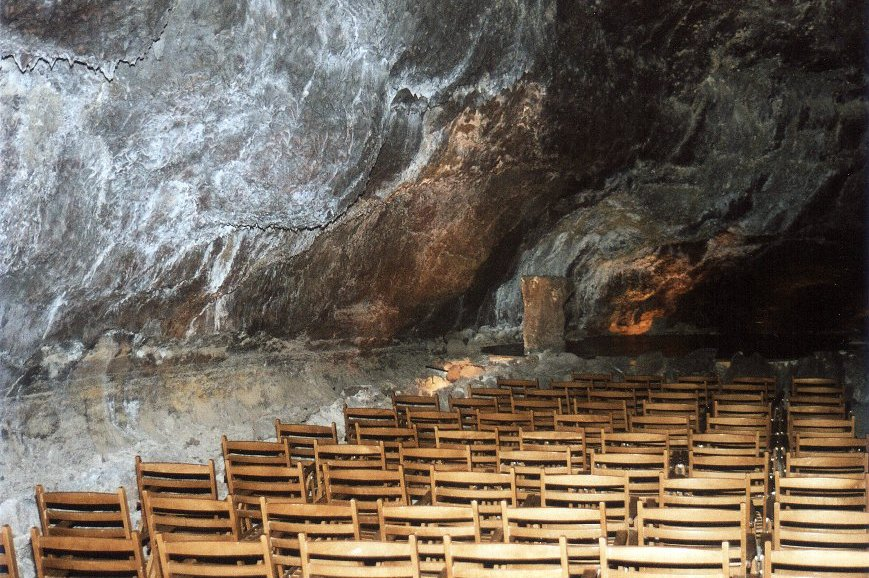
Konzerthalle in der Cueva de los Verdes

Höhlen werden zunehmend für musikalische Zwecke genutzt, weil sich dort eine oft sonderbare und mystische Akustik einstellt, die von Musikern geschätzt wird. Diese wird durch komplexe Diffusion erzeugt, wobei Wellen in unterschiedlichen Richtungen in einer Weise gestreut werden, die in rechteckigen Räumen unbekannt ist. Ein Beispiel aus Deutschland ist die Balver Höhle im Sauerland.

## Sonstiges
500 Tage lebte die Spanierin Beatriz Flamini isoliert in einer Höhle, womit sie vermutlich einen neuen Weltrekord aufgestellt hat. Im Jahr 2007 hat die Italienerin Christine Lanzoni 269 Tage in einer Höhle verbracht.
Während des Zweiten Weltkriegs versteckten sich mehrere jüdische Familien bis zu 511 Tage in ukrainischen Höhlen. Der Dokumentarfilm No Place On Earth berichtet von den Forschungen und den Erlebnissen der Beteiligten.

## Filme
- Planet Erde. Höhlenwelten. Großbritannien, Dokumentation, 45 Min. Ein Film von Alastair Fothergill, Produktion: BBC, 2006 (Inhaltsangabe (Memento vom 27. September 2007 im Internet Archive) der ARD)
- Höhlen – Welt ohne Sonne, Wunder der Erde und weitere Filme von Ernst Waldemar Bauer
- Quarks & Co. Rätselhafte Höhlen – wie wir die Welt unter unseren Füßen entdecken. 46 min, 12. März 2019, Stream & Download

## Periodika
- Die Höhle